# 那須川龍心
那須川 龍心（なすかわ りゅうじん、2006年5月16日 - ）は、日本の男性キックボクサー、総合格闘家。千葉県松戸市出身。TEPPEN GYM所属。現ISKA K-1ルール世界ストロー級王者。元RISEフライ級王者。兄はプロボクサーの那須川天心。

## 来歴
兄と同様に幼少の頃よりキックボクシングを学び、数々のアマチュア大会で優勝を飾り、大器の片鱗をのぞかせていた。RISEでプロデビューを果たし、経験を積んでいった。
2023年12月16日、両国国技館で開催されたRISEの試合で2Rに龍太郎をTKOで下した。

### RIZIN
その試合後のマイクで、リングサイドにいたRIZINの榊原CEOに大晦日RIZIN.45参戦をアピール。総合格闘技ルールでの参戦を提案されると、「やります」とその場で即答し、大晦日のRIZINデビュー戦が決定した。
2023年12月31日、RIZIN.45でRIZINデビュー。総合格闘技初戦で韓国のシン・ジョンミンと対戦。1Rに下からの腕十字を極めかけられるも、2Rにジョンミンにパウンド（グラウンド状態でのパンチ）の連打を浴びせTKO勝利。兄の天心の総合格闘技デビュー戦と同じような試合展開となり、華々しいMMA初勝利をあげた。
2024年11月23日、RISE 183でRISEフライ級タイトルマッチを行い、数島大陸と対戦して1R KOに左フックでKO勝ち。RISEフライ級王者となった。

## 人物・エピソード
- キックボクシングと総合格闘技の2競技を行っている。キックボクシングについては「キックを盛り上げたい。キックボクシング自体を面白くするというよりは選手各々が頑張らないといけない。選手としての価値をみんなが高めればキックボクシングは盛り上がる。RIZINが盛り上がっているのは総合格闘技が面白いだけじゃなくて選手の価値が高く、ひとりひとりの個性が分かりやすいから。キックはみんな個性がないので、一人がバーンと抜ければみんなが追ってくる。自分が抜ける役目にならないといけないなと思ってます」とキック界を良い方向に変えていくと話している[3]。総合格闘技（MMA）については「今後もMMAの試合をしていきたい」「MMAの練習は刺激的で楽しい。普段からMMAの練習をしておけばMMAも上手くなり、組み際の対応が上手くなったり体が強くなったりとキックにも良い影響がある。キックボクシングを強くするためにも試合前以外は週3ペースで総合格闘技の練習を続けています」と話している[4][5]。

## 戦績

### プロキックボクシング
| キックボクシング 戦績 | キックボクシング 戦績 | キックボクシング 戦績 | キックボクシング 戦績 | キックボクシング 戦績 | キックボクシング 戦績 | キックボクシング 戦績 |
| --------------------- | --------------------- | --------------------- | --------------------- | --------------------- | --------------------- | --------------------- |
| 17 試合               | (T)KO                 | 判定                  | その他                | 引き分け              | 無効試合              |                       |
| 15 勝                 | 6                     | 9                     | 0                     | 0                     | 0                     |                       |
| 2 敗                  | 0                     | 2                     | 0                     | 0                     | 0                     |                       |

| 勝敗 | 対戦相手                                 | 試合結果                                        | 大会名                                                                     | 開催年月日     |
| ○    | 政所仁                                   | 3R終了 判定3-0                                  | ABEMA presents RISE WORLD SERIES 2025 TOKYO                                | 2025年8月2日   |
| ○    | ハマダ・アズマニ                         | 3R終了 判定3-0                                  | RISE WORLD SERIES 2025 YOKOHAMA 【ISKA K-1ルール世界ストロー級王座決定戦】 | 2025年6月21日  |
| ○    | クマンドーイ・ペッティンディーアカデミー | 2R 2:38 KO（3ダウン : パンチ連打）              | RISE ELDORADO 2025                                                         | 2025年3月29日  |
| ○    | ペットマイ・MC.スーパーレックムエタイ    | 2R 0:22 TKO（膝蹴り）                           | RISE WORLD SERIES 2024 FINAL                                               | 2024年12月21日 |
| ○    | 数島大陸                                 | 1R 2:12 KO（左フック）                          | RISE 183 【RISEフライ級タイトルマッチ】                                    | 2024年11月23日 |
| ○    | シン・ジョンミン                         | 2R 0:37 KO（左ボディブロー）                    | RISE WORLD SERIES 2024 YOKOHAMA                                            | 2024年9月8日   |
| ○    | 塚本望夢                                 | 3R終了 判定2-1                                  | RISE WORLD SERIES 2024 OSAKA                                               | 2024年6月15日  |
| ○    | 松本天志                                 | 3R終了 判定3-0                                  | ABEMA presents RISE ELDORADO 2024                                          | 2024年3月17日  |
| ○    | 龍太郎                                   | 3R 2:04 TKO（ドクターストップ：カットでの出血） | RUF presents RISE WORLD SERIES 2023 Final Round                            | 2023年12月16日 |
| ○    | JIN                                      | 3R終了 判定3-0                                  | ABEMA presents RISE WORLD SERIES 2023 2nd Round                            | 2023年8月26日  |
| ○    | 相沢晟                                   | 3R終了 判定3-0                                  | RISE169                                                                    | 2023年6月23日  |
| ×    | 塚本望夢                                 | 3R終了 判定0-3                                  | RISE166 【RISE NEW WARRIORS フライ級トーナメント1回戦】                    | 2023年2月23日  |
| ○    | KOUJIRO                                  | 3R終了 判定2-0                                  | Cygames presents RISE WORLD SERIES / SHOOTBOXING-KINGS 2022                | 2022年12月25日 |
| ○    | 吉田亮汰朗                               | 3R終了 判定3-0                                  | Cygames presents RISE WORLD SERIES 2022                                    | 2022年10月15日 |
| ○    | 平山龍馬                                 | 3R 1:38 KO（パンチ連打）                        | RISE161                                                                    | 2022年8月28日  |
| ×    | 大久保琉唯                               | 3R終了 判定0-3                                  | THE MATCH 2022                                                             | 2022年6月19日  |
| ○    | 笠原直希                                 | 3R終了 判定3-0                                  | Cygames presents RISE ELDORADO 2022                                        | 2022年4月2日   |

### プロ総合格闘技
| 総合格闘技 戦績 | 総合格闘技 戦績 | 総合格闘技 戦績 | 総合格闘技 戦績 | 総合格闘技 戦績 | 総合格闘技 戦績 | 総合格闘技 戦績 |
| --------------- | --------------- | --------------- | --------------- | --------------- | --------------- | --------------- |
| 1 試合          | (T)KO           | 一本            | 判定            | その他          | 引き分け        | 無効試合        |
| 1 勝            | 1               | 0               | 0               | 0               | 0               | 0               |
| 0 敗            | 0               | 0               | 0               | 0               | 0               | 0               |

| 勝敗 | 対戦相手         | 試合結果                        | 大会名   | 開催年月日     |
| ○    | シン・ジョンミン | 2R 2:16 TKO（グラウンドパンチ） | RIZIN.45 | 2023年12月31日 |

## 獲得タイトル
- 2021年RISE Nova 全日本大会 -55kg級トーナメント 優勝
- Stand Up Aクラストーナメント-55キロ級 優勝
- 2021年RISE NovaジュニアAクラストーナメント-50kg級優勝
- 第3代RISEフライ級王座
- ISKA K-1ルール世界ストロー級王座

### 試合映像
1. ↑  『那須川龍心 vs 龍太郎／Ryujin Nasukawa vs Ryutaro｜2023.12.16 #RISE_WS 2023 Final【OFFICIAL】』RISE公式チャンネル、2023年。
2. ↑  『【Special Ring Side】会場リングサイド目線で見る「那須川龍心 vs. シン・ジョンミン」 RIZIN.45 （公式会場映像）』RIZIN公式YouTubeチャンネル、2023年。